# Strobilanthes annamiticus
Strobilanthes annamiticus är en akantusväxtart som beskrevs av Carl Ernst Otto Kuntze. Strobilanthes annamiticus ingår i släktet Strobilanthes och familjen akantusväxter. Inga underarter finns listade i Catalogue of Life.